# Archiwum Marynarki Wojennej
Archiwum Marynarki Wojennej – gromadzi, zabezpiecza, opracowuje i udostępniania materiały archiwalne związane z Marynarką Wojenną. W początkowym okresie swojej działalności Archiwum gromadziło akta przedwojennej Marynarki Wojennej, dzienniki okrętowe, dokumenty personalne, relacje uczestników walk z 1939 roku, korespondencje oraz fachowe czasopisma Marynarki Wojennej.
Archiwum Marynarki Wojennej powstało w maju 1947 roku. Początkowo znajdowało się w centrum Gdyni przy skwerze Kościuszki, później w Gdyni-Redłowie i Wejherowie. Obecnie znajduje się w nowoczesnym budynku na terenie 6 Ośrodka Radioelektronicznego w Gdyni przy ul. Dickmana 10. Od 2001 roku nosi imię Komandora Bohdana Wrońskiego – wojennego dowódcy niszczyciela ORP „Ślązak”, cenionego historyka Marynarki Wojennej, późniejszego dyrektora Instytutu Polskiego i Muzeum im. gen. Sikorskiego w Londynie.
Minister Obrony Narodowej, Decyzją Nr 69/Org/P1 z dnia 28 września 2016 roku z dnia 28 września 2016 r. przeformował z dniem 1 listopada 2016 Archiwum Marynarki Wojennej w Archiwum Wojskowe w Gdyni.
Z dniem 30 września 2018 roku, Archiwum Wojskowe w Gdyni zostało rozformowane. Jednocześnie z dniem 01.10.2018 na jego bazie utworzony został Oddział Zamiejscowy w Gdyni Archiwum Wojskowego w Toruniu.